# Människor möts och ljuv musik uppstår i hjärtat
Människor möts och ljuv musik uppstår i hjärtat é um filme de drama dinamarquês de 1967 dirigido e escrito por Henning Carlsen e Poul Borum. Foi selecionado como representante da Dinamarca à edição do Oscar 1968, organizada pela Academia de Artes e Ciências Cinematográficas.

## Elenco
| Ator              | Papel                |
| ----------------- | -------------------- |
| Harriet Andersson | Sofia Persson        |
| Preben Neergaard  | Sjalof Hansen        |
| Eva Dahlbeck      | Devah Sørensen       |
| Erik Wedersøe     | Hans Madsen          |
| Lone Rode         | Evangeline Hansen    |
| Lotte Horne       | Mithra               |
| Elin Reimer       | Calcura              |
| Bent Christensen  | Ramon Salvador       |
| Lotte Tarp        | Kose                 |
| Knud Rex          | Ramon Salvador       |
| Georg Rydeberg    | Robert Clair de Lune |
| Cassandra Mahon   | Josefa Swell         |